# 정명조
정명조(鄭明祚, 1935년 5월 25일 ~ 2007년 6월 1일)는 대한민국의 로마 가톨릭교회 성직자(주교)였다. 본관은 초계. 세례명은 아우구스티노. 천주교 부산교구 교구장과 천주교 군종교구 교구장을 지냈다.

## 약력
- 1935년: 경상남도 거제 출생.
- 1962년: 서울 가톨릭대학교 졸업, 사제 수품.
- 1963년: 경상남도 진해성당 보좌 신부.
- 1964년: 부산 송도성당 보좌 신부, 경상남도 거창성당 주임 신부.
- 1965년: 육군 중위 임관.
- 1968년: 월남전 참전.
- 1978년: 국방부 군종실 교육과장, 대한민국 보국 훈장 수여.
- 1985년: 대령 예편, 부산 남천동성당 주임 신부.
- 1989년: 군종교구장 착좌.
- 1990년: 주교 수품.
- 1999년: 부산교구 3대 교구장 착좌, 한국 천주교 주교회의 총무.
- 2005년: 한국천주교주교회의 의장.
- 2007년: 선종.

| 전임 (신설) | 제1대 천주교 군종교구장 1989년 - 1999년 | 후임 이기헌(베드로) |

| 전임 이갑수 (가브리엘) | 제3대 천주교 부산교구장 1999년 - 2007년 | 후임 황철수 (바오로) |